# Kissaten

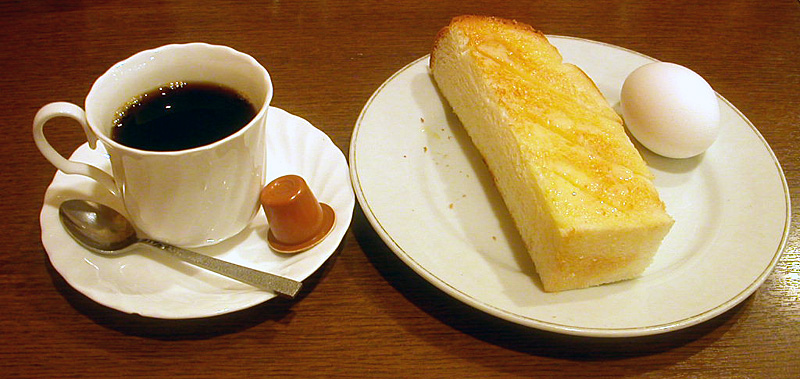
Bữa ăn sáng tiêu biểu trong quán kissaten

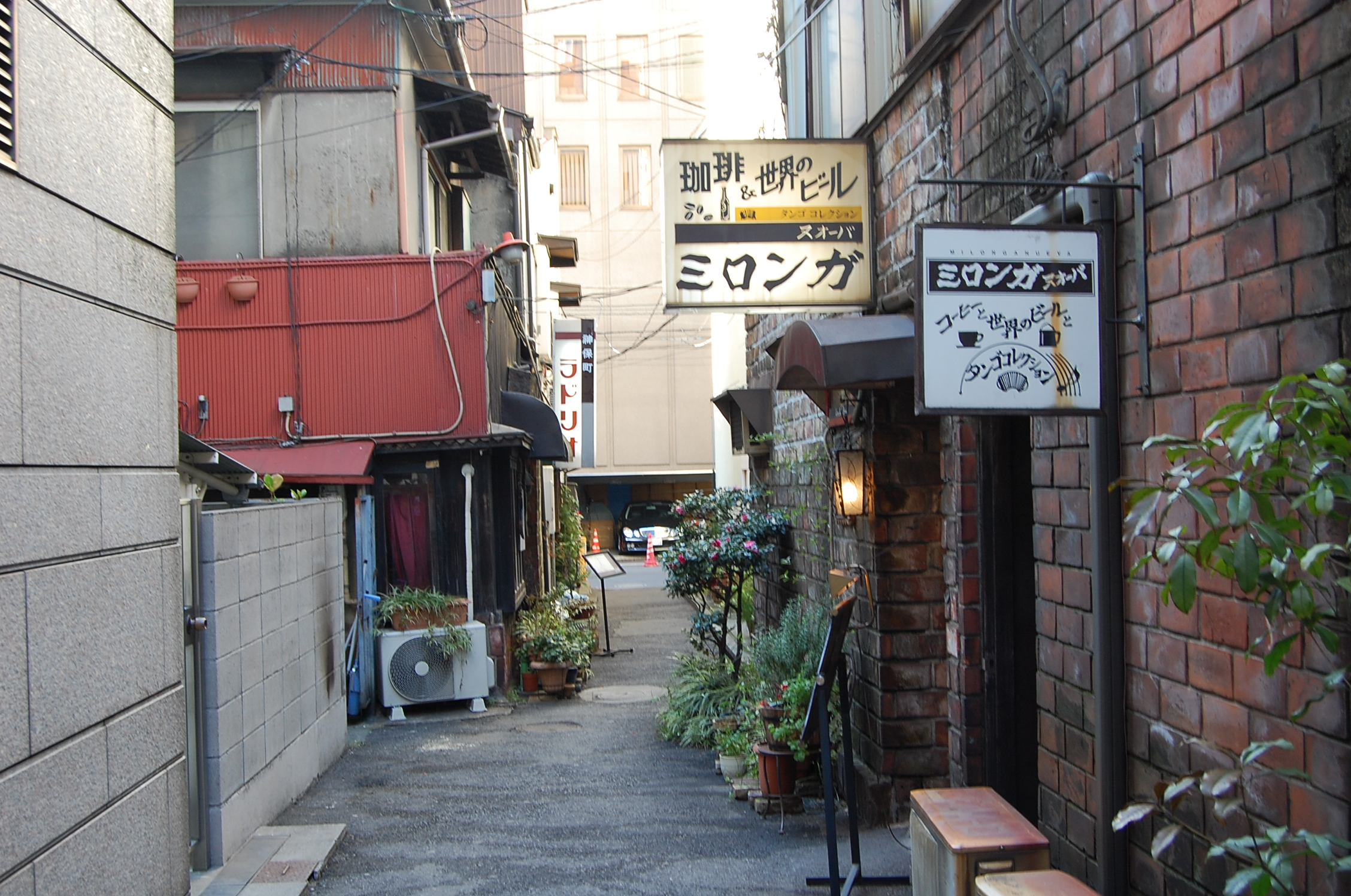
Một quán kissaten tại Jinbōchō, Tokyo, Nhật Bản

Kissaten (Tiếng Nhật: 喫茶店 [kissaten], Hán-Việt: Khiết trà điếm), nguyên nghĩa là "quán uống trà", là một loại phòng trà Nhật Bản nhưng cũng đồng thời là quán cà phê. Loại quán này phát triển vào đầu thế kỷ 20 như một loại quán cà phê riêng biệt với quán cà phê thông thường, bởi có những quán cà phê Nhật còn kinh doanh cả rượu cùng với âm thanh và tổ chức sự kiện. Trong khi đó, quán kissaten là một không gian yên tĩnh, chỉ bán những món ăn nhẹ và cà phê, một nơi hội ngộ của giới văn nghệ sĩ và trí thức.
Ở các vùng đô thị, mọi người thường xuyên kissaten (chơi chữ, làm động từ) ăn sáng với các món bánh mì nướng dày, trứng ốp lết hoặc trứng luộc, một miếng thịt nguội hun khói hoặc thịt bacon cùng một tách trà hoặc cà phê.
Ngoài ra cũng có một hình thức hiện đại gọi là manga kissa, vốn là một phiên bản của kissaten nhưng với trò chơi điện tử, truyện tranh manga và máy bán đồ tự động thay vì cà phê.